# Fluid comprimit

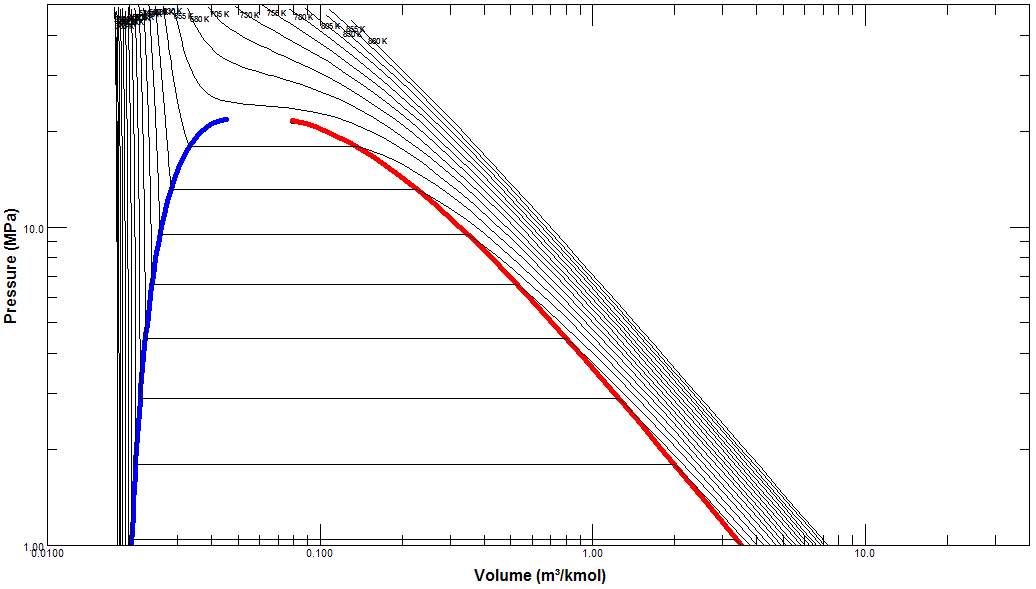
Diagrama P-v de l'aigua líquida. La regió del fluid comprimit es troba a l'esquerra de la línia blava (la frontera entre les fases líquida i vapor).

Un fluid comprimit (també anomenat fluid subrefredat o líquid subrefredat) és un fluid sota condicions mecàniques o termodinàmiques que el forcen a ser un líquid. És un líquid a temperatura inferior que la temperatura de saturació a una pressió donada. En un gràfic que compara la pressió absoluta i el volum específic (sovint anomenat diagrama P-v) d'un gas real, el fluid comprimit queda a l'esquerra de la frontera de fase líquid-vapor.
Les condicions que fan que un fluid sigui comprimit inclouen:
- Volum específic inferior que el volum específic d'un líquid saturat.
- Temperatura del fluid per sota la temperatura de saturació.
- Pressió per sobre de la pressió de saturació.
- Entalpia menor que l'entalpia del líquid saturat.

El terme «líquid comprimit» emfatitza el fet que la pressió és major que la pressió de saturació per a la temperatura donada. Les propietats del líquid comprimit són relativament independents de la pressió. És per això que sol ser acceptable tractar un líquid comprimit com un líquid saturat a la temperatura donada.